# Wa (kana)

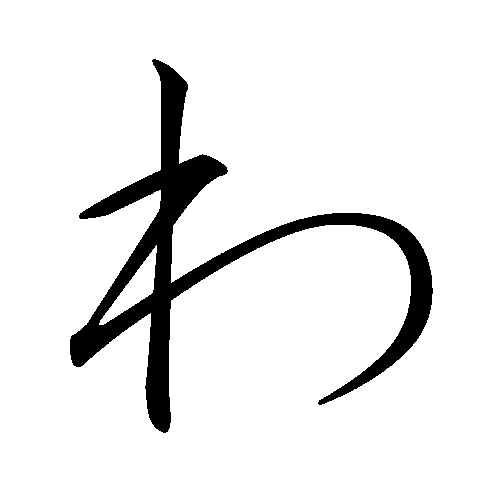
Wa w hiraganie

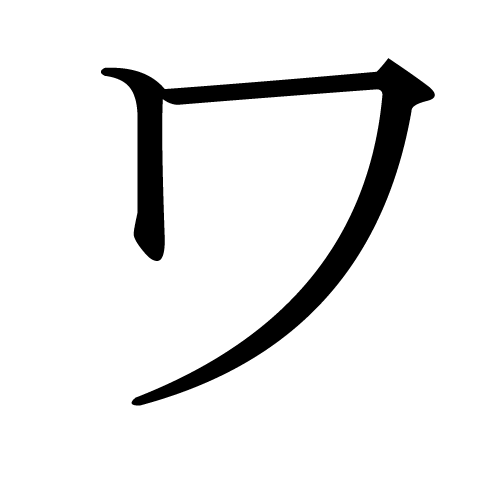
Wa w katakanie

Wa – czterdziesty czwarty (dawniej czterdziesty szósty) znak japońskich sylabariuszy hiragana (わ) i katakana (ワ). Reprezentuje on sylabę wa (czytaną ła). Pochodzi bezpośrednio od znaku 和 (obie wersje).
Inny znak – ha jest w zastosowaniu gramatycznym (partykuły podkreślającej: jeśli chodzi o ...) wymawiany jako wa, jednak z tym znakiem jest nietożsamy.